# SO-01E
docomo with series Xperia AX SO-01E（ドコモ ウィズ シリーズ エクスペリア エーエックス エスオー ゼロイチイー）は、ソニーモバイルコミュニケーションズ製のNTTドコモ向けスマートフォン。ドコモの第3.9世代移動通信システム（Xi）と第3世代移動通信システム（FOMA）とのデュアルモード端末である。docomo with seriesのひとつ。

## 概要

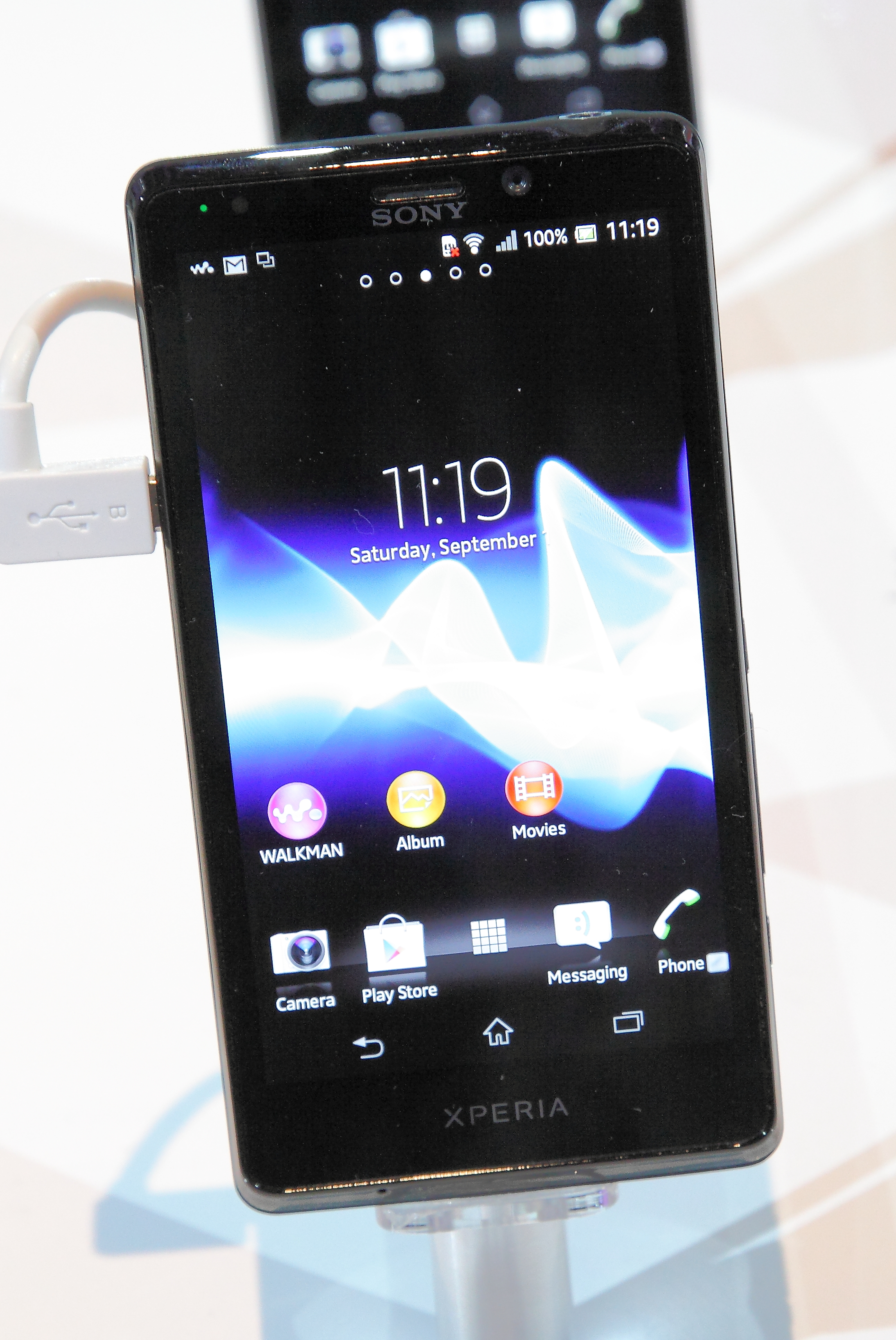
Sony Xperia V (Sony LT25i) at IFA 2012

SO-03DおよびSO-05D（with）やSO-04D（NEXT）の後継機種。グローバルモデルであるXperia Vを、日本国内に特化した仕様にしたモデルである。
OSはGoogle Android OS 4.0.4。
キャッチコピーは「追求したのは、「自在」という感覚。」。

## 仕様・特徴
日本国内向け仕様として、おサイフケータイ（FeliCaのほか、決済を含めNFCに対応）・ワンセグ・赤外線に対応する。防水機能に対応しており、バッテリーの取り外しも可能（前後に発売されたSO-02EやSO-02D、SO-03Dは取り外し不可）である。内部ストレージがグローバルモデルの8GBに対して2倍の16GBである。
デザインに関しては、側面部にSO-04Dのアークフォルムが踏襲されており、SO-05Dと同様、電源ボタンと音量/ズームキーが右側部に並んで配置されている（ボタン配置は逆）。本機種からソニー・エリクソン時代のシンボルマークが無くなっている。防水のため、イヤホンジャック及びUSBジャックにはカバーが付けられている。また、SO-05Dに引き続きアンテナは内蔵されていない。ワンセグ視聴の際にはイヤホンジャックにワンセグアンテナケーブル（SO01）を接続する必要がある。
PlayStation Certifiedに対応し、PlayStation Mobile対応アプリを使用出来る。
本機種からXperiaのUIが刷新された。通知エリアに配置されたボタンが2段構成となり、フライトモードや画面の自動回転、テザリングなどをワンタッチで設定できるようになった。「最近使ったアプリ」からXperia Tablet Sなどに採用されている「スモールアプリ」を呼び出せるようになった（スライドさせる事で削除可能）。ロック画面からクイック起動で画像・動画撮影が出来る機能も追加された。
電池パックを外したところに2つスロットがあり、miniUIMカードが下段、microSDが上段である。使用する電池パックは、海外のBA800にドコモ型番を附番した「電池パック SO08」を採用している。SO-04Dの電池パック同様、SONYブランドとなっている（SO-05Dの電池パックはSO-03Cと共通品だった関係で、ソニー・エリクソンブランドで出荷されている）。なお、上部端子がBA750とは逆で右側に配置されている。
なお、NOTTV・おくだけ充電には対応していない。
auから同時期に発売されたSOL21とは、通信方式やデザイン、青色の設定色を除きほぼ同等の性能である（SOL21は、SO-05Dのようにスピーカー上部を境に下は開かない）。

## Android 4.1での変更点
2013年6月11日にAndroid 4.1へのアップデートが開始された。アップデートに伴う変更点・機能の追加は以下の通り。
- UIがXperia Zなど現行機種で採用されている「Experience Flow」へと変更。
- アプリトレイ、ロック画面、ホーム画面等の設定方法の変更。
  - ホーム画面と同様に、アプリトレイにおいてもフォルダ管理が可能になる。
  - スライドロック画面の操作方法が縦方向にスワイプして解除する「スワイプロック」に変更。
  - フェイスアンロック機能にまばたきをしてロック解除する設定の追加。
  - ホーム画面のレイアウトを確認しながらウィジェットやアプリを配置することができるようになる。
  - ホーム画面の追加と削除が可能になる（最大7つまで）。
  - 「全アプリ終了」により、起動中のアプリケーションを一括で終了させることができるようになる。
- 通知バーの機能強化
  - ピンチ操作で表示サイズの変更ができるようになる。
  - カレンダーの通知において、「スヌーズ」「解除」「ゲストへEメール」の操作が可能となる。
  - スクリーンショットを通知エリアでプレビュー表示することが可能となる。また、プレビュー画面からメールやSNSにシェア（共有）することもできるようになる。
- カメラ機能の強化
- IMEがPOBox Touch 5.3から5.4へとバージョンアップされる。

## 搭載アプリ
- 電子書籍ストア 2Dfacto
- dマーケット
- BeeTV
- iD設定アプリ
- Gmail
- 災害用キット
- 遠隔サポート
- Google Maps / Latitude / ナビ
- Google Chrome
- YouTube
- Facebook
- Google Talk
- メール（SPモードメール）
- Google検索 / 音声検索
- トルカ
- ウォークマン
- 電話帳バックアップアプリ
- メロディコール
- iチャネル
- iコンシェル
- しゃべってコンシェル

## 主な機能
| 主な対応サービス                                 | 主な対応サービス                         | 主な対応サービス                       | 主な対応サービス                                            |
| ------------------------------------------------ | ---------------------------------------- | -------------------------------------- | ----------------------------------------------------------- |
| タッチパネル／加速度センサー                     | Xi／FOMAハイスピード                     | Bluetooth                              | DCMX／おサイフケータイ／NFC／かざしてリンク／赤外線／トルカ |
| ワンセグ／モバキャス                             | メロディコール                           | テザリング                             | WiFi IEEE802.11a/b/g/n                                      |
| GPS                                              | ドコモメール／電話帳バックアップ         | デコメール／デコメ絵文字／デコメアニメ | iチャネル                                                   |
| エリアメール／ソフトウェアーアップデート自動更新 | デジタルオーディオプレーヤー(WMA)(MP3他) | GSM／3Gローミング（WORLD WING）        | フルブラウザ／Flash Player                                  |
| Google Play／dメニュー／dマーケット              | Gmail／Google Talk／YouTube／Picasa      | バーコードリーダ／名刺リーダ           | ドコモ地図ナビ／Google Maps／ストリートビュー               |

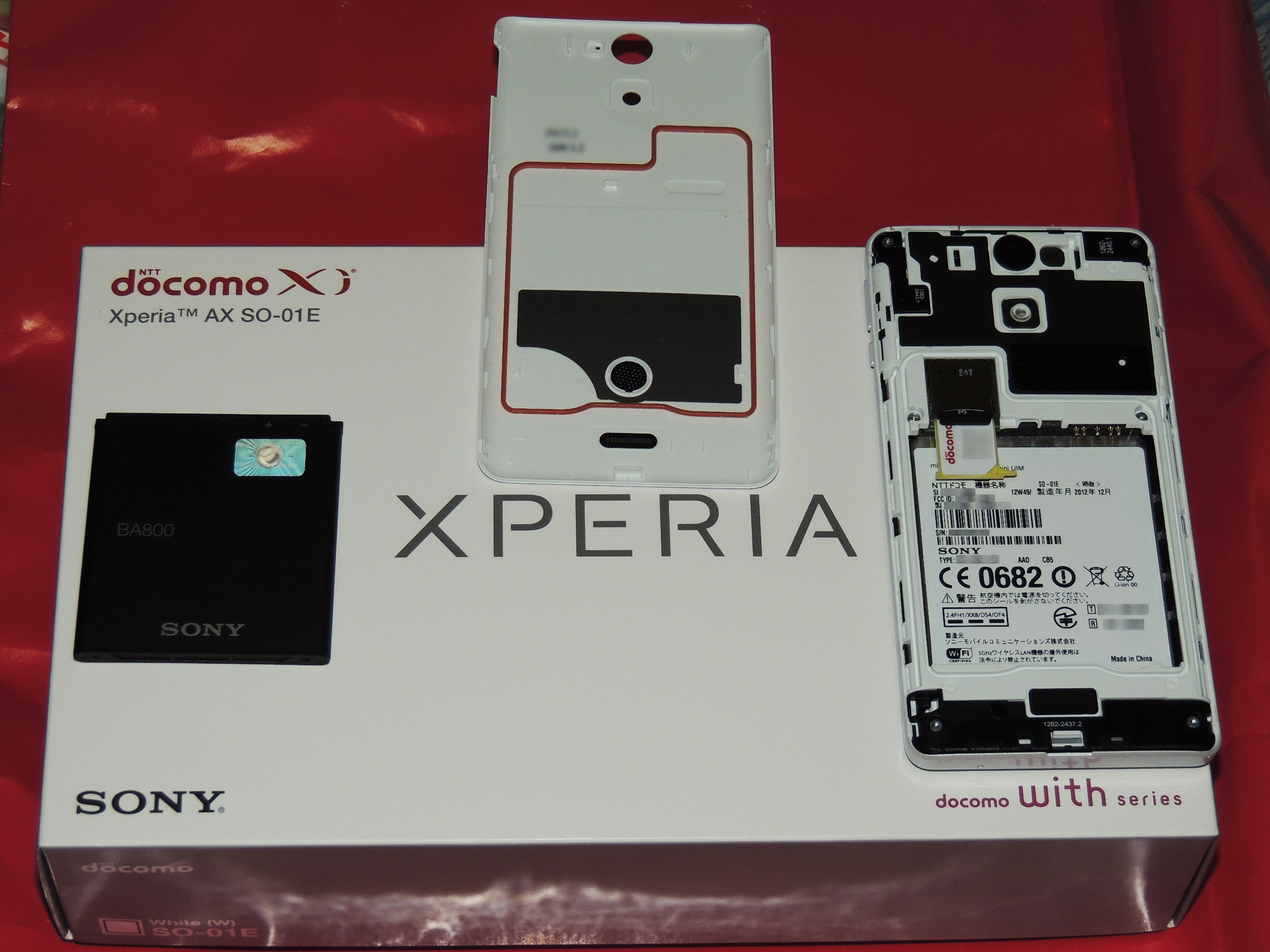
SO-01Eの外箱と、取り外した電池、リアカバー。
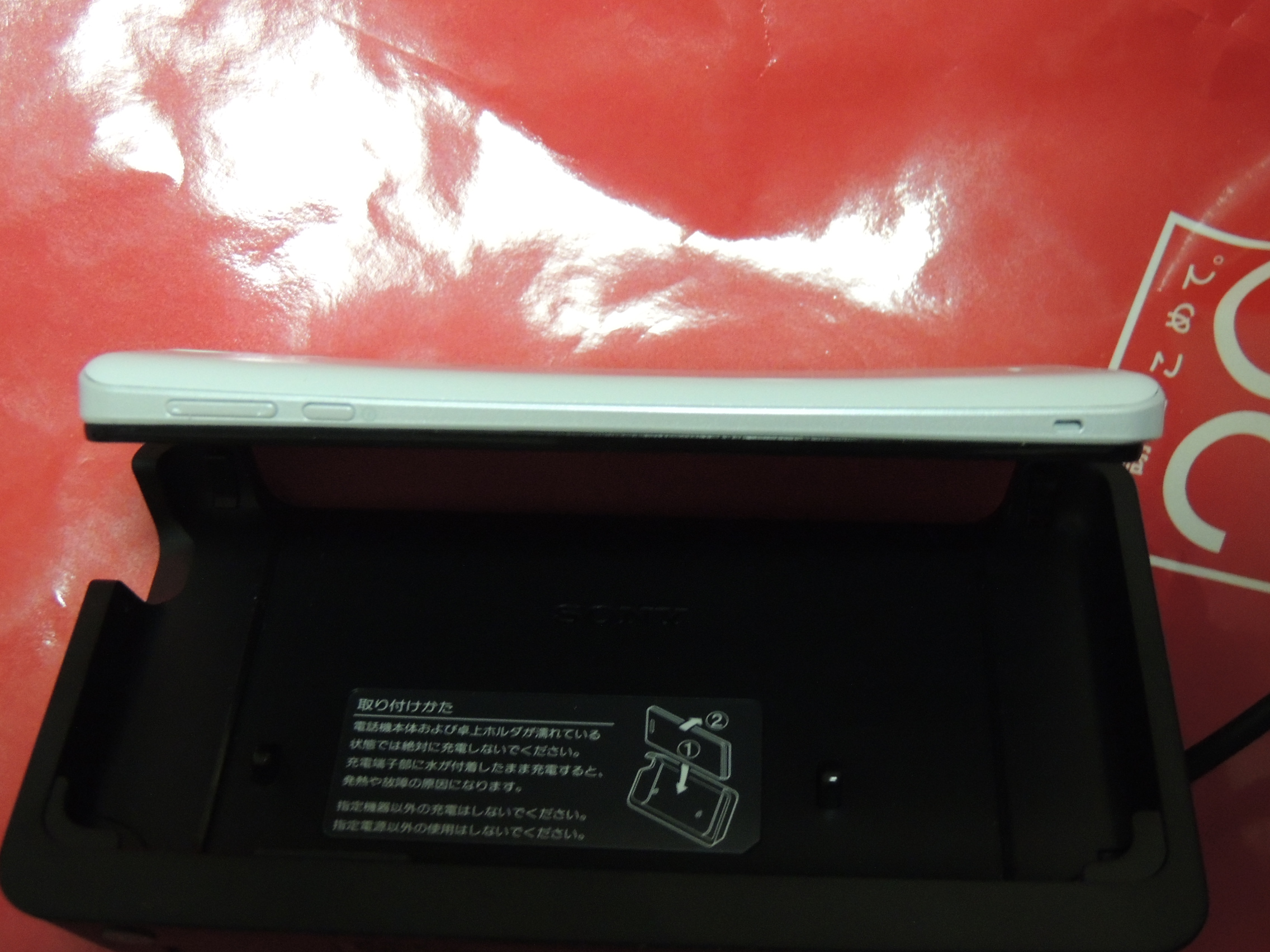
SO-01Eの右側面ボタン部。SO-04Dのようなアークフォルムとなっている。

## 歴史
- 2012年8月29日 - ドイツの家電展示会「IFA 2012」にてソニーモバイルコミュニケーションズよりグローバルモデル発表。ただしこの時の名称はXperia Vだった。
- 2012年10月1日 - CEATECにて先行展示。
- 同日 - ソニーモバイルコミュニケーションズより発表。
- 2012年10月11日 - NTTドコモより発表。
- 2012年11月1日 - 事前予約開始。
- 2012年11月16日 - 発売開始[5]。
- 2013年5月8日 - Android 4.1バージョンアップ対象機種に選定される[6]。
- 2013年6月11日 - Android 4.1へアップデート開始[7][8]。

## アップデート・不具合など
2012年11月28日のアップデート
- 特定のエリア環境(特に東京23区内)において、携帯電話(本体)が電源断・再起動する不具合を修正する。
- タッチパネルの一部が反応しない不具合を修正する。
- 「Playブックス」が追加される。
- ビルド番号が9.0.G.0.238から9.0.G.0.247となる。

2013年1月31日のアップデート
- 電源キーを押してもスリープモードから復帰せず、画面が表示されない不具合を修正する[9]。
- ビルド番号が9.0.G.0.247から9.0.G.1.76となる。

2013年3月21日のアップデート
- NFC(Type A/B)方式のおサイフケータイ対応サービスに対応[10]。
- しゃべってコンシェルでアラームを設定すると、アラームが鳴動しない不具合を修正する。
- ビルド番号が9.0.G.1.76から9.0.G.1.108となる。

2013年6月11日のアップデート(OSバージョンアップ)
- 本機特有の主な変更点
  - Xperia ホームのアプリトレイでアプリをフォルダ管理できるようになる。
  - ロック解除方法にスワイプ機能を追加。
  - タスク管理画面で起動中のアプリを全終了できるボタンが追加される。
  - カメラUIの改善。停止画・動画がモード切替なしで撮影でき、インカメラ・フロントカメラの切替ボタンも追加される。
  - POBox Touchキーボードでのサイズ調整ができるようになる。
  - 「ダイアルと連絡先」のデザインの変更。
- Android 4.1における共通の変更点
  - Android OS全体で、表示速度とタッチ反応が向上。
  - Google Nowへの対応。
  - ステータスバーから次のアクションが可能に。
- ドコモ共通の変更点
  - データ保管BOXへ対応。
- 不具合修正
  - 位置情報が付与された静止画がギャラリーで正常に表示されない場合がある。
- ビルド番号が9.0.G.1.108から9.1.C.0.473となる[12]。

2013年6月26日のアップデート
- 一部のゲームアプリの音声に雑音が入る場合がある不具合を修正する。
- ビルド番号が9.1.C.0.473から9.1.C.0.475となる。

2013年9月19日のアップデート
- 充電中に電池残量が正しく表示されない場合がある不具合を修正する。
- ビルド番号が9.1.C.0.473、9.1.C.0.475から9.1.C.1.103となる。

### おサイフケータイに関する不具合
iD及びnanacoにおいて決済サービスなどが使えない不具合が発生している。調査の結果、店舗に設置された特定の読み取り機と端末との相性によるものが原因としており、エラーになった場合別のかざし方を何度か試すことで正常に読み取れると、かざし方と合わせて案内している。また、この不具合に対するアップデートの提供もないとしている。